# Hector Boece
Hector Boece (1465-1536) foi um filósofo escocês.
Nascido em Dundee, na Escócia, Boece foi educado na Universidade de St Andrews. Passou um temporada na Universidade de Paris, onde conheceu Erasmo de Roterdão, de quem foi amigo. Em 1497 foi feito professor de filosofia daquela universidade francesa. 
Em 1500 retornou à Escócia, onde assumiu como Principal (um dos principais cargos executivos) da recém-criada Universidade de Aberdeen, a convite do bispo William Elphinstone.
Boece escreveu dois livros em latim, uma Vitae Episcoporum Murthlacensium et Aberdonensium (Vida dos santos de Murthlack e Aberdeen), publicada em 1522, e uma Historia Gentis Scotorum (História do povo escocês), publicada em 1527. Esta última foi uma das primeiras crônicas históricas sobre a Escócia e teve grande difusão na época, graças ao estilo fluente de Boece.